# Northwind
Northwind is een offshore windmolenpark, op de Lodewijkbank, 37 kilometer uit de kust van België.

## Geschiedenis
In juni 2006 kreeg het consortium ElDepAsCo, naar de bedrijven Electrawinds, Depret, Aspiravi en Colruyt, toestemming om een offshore windenergiepark te bouwen op de Lodewijkbank. In 2011 vertrokken twee partners en bleven Colruyt en Aspivari over. Colruyt (Parkwind) verhoogde zijn aandeel tot 66,7% en Aspiravi heeft de resterende 33,3% van de aandelen in handen. In april 2011 werd de naam gewijzigd in Northwind NV. In februari 2025 heeft Aspiravi Offshore 70% van het Northwind-windpark in handen.

## Techniek
Het park bestaat uit 72 Vestas V112 (3 MW) windturbines met een totaal vermogen van 216 MW. Het park beslaat een oppervlakte van bijna 15 km² in een waterdiepte tussen de 16 en 29 meter. De elektriciteit wordt getransporteerd via een 43 kilometer lange kabel naar Brugge. De jaarlijkse productie wordt getaxeerd op 875 GWh, voldoende om 250.000 huishoudens van elektriciteit te voorzien. De uitstoot van koolstofdioxide wordt hiermee met 255.000 ton per jaar vermeden.

## Bouw
In juni 2012 kreeg GeoSea, een dochter van de DEME, de opdracht voor de installatie van de funderingen voor het offshore windmolenproject van Northwind. GeoSea zal 73 stalen mono-palen installeren en de funderingen voor de windturbines en het transformatorstation. Tot slot legt GeoSea de kabels die de turbines van het windmolenpark met elkaar verbinden. De opdracht heeft een waarde van meer dan 230 miljoen euro voor GeoSea. De werkzaamheden duurden van de lente tot het jaareinde 2013. In mei 2014 werd de productie van het windmolenpark opgestart.